# KF Egnatia Rrogozhinë
Maillots
Actualités
Le KF Egnatia Rrogozhine est un club albanais de football basé à Rrogozhinë.

## Historique du club

Ancien logo

- 1964 - fondation du club sous le nom de Vullneti Rrogozhine
- 1991 - le club est renommé KS Rrogozhine
- 1998 - le club est renommé KS Egnatia Rrogozhine
- au XXIe siècle - le club est renommé KF Egnatia Rrogozhine

## Bilan sportif

### Palmarès
- Championnat d'Albanie (2)
  - Champion : 2024 et 2025
- Coupe d'Albanie (2)
  - Vainqueur : 2023 et 2024
  - Finaliste : 2025
- Supercoupe d’Albanie (1)
  - Vainqueur : 2024
  - Finaliste : 2023
- Championnat d'Albanie de deuxième division (2)
  - Champion : 2003 et 2021
  - Vice-champion : 2004

### Bilan européen
Note : dans les résultats ci-dessous, le score du club est toujours donné en premier
| Saison    | Compétition             | Tour             | Club               | Domicile | Extérieur | Total             |
| --------- | ----------------------- | ---------------- | ------------------ | -------- | --------- | ----------------- |
| 2023-2024 | Ligue Europa Conférence | Premier tour Q   | FC Ararat-Armenia  | 4 - 4 ap | 1 - 1     | 5 - 5 (2 - 4 tab) |
| 2024-2025 | Ligue des champions     | Premier tour Q   | Borac Banja Luka   | 2 - 1 ap | 0 - 1     | 2 - 2 (1 - 4 tab) |
| 2024-2025 | Ligue Conférence        | Deuxième tour Q  | Víkingur Reykjavik | 0 - 2    | 1 - 0     | 1 - 2             |
| 2025-2026 | Ligue des champions     | Premier tour Q   | Breiðablik         | 1 - 0    | 0 - 5     | 1 - 5             |
| 2025-2026 | Ligue Conférence        | Deuxième tour Q  | Dinamo Minsk       | 1 - 0    | 2 - 0     | 3 - 0             |
| 2025-2026 | Ligue Conférence        | Troisième tour Q | Olimpija Ljubljana | 2 - 4 ap | 0 - 0     | 2 - 4             |

Légende
- Victoire ou qualification pour le tour suivant
- Match nul
- Défaite ou élimination de la compétition

## Effectif professionnel actuel
La première liste représente les joueurs de l'équipe première du KF Egnatia Rrogozhinë pour la saison 2022-2023 et la seconde représente la liste des prêts effectués par ce club.
| N° | Nat.                        | Poste | Nom du joueur            |
| -- | --------------------------- | ----- | ------------------------ |
| 1  | Drapeau de l'Albanie        | G     | Alen Sherri              |
| 4  | Drapeau de l'Albanie        | D     | Alessandro Kacbufi       |
| 6  | Drapeau du Nigeria          | M     | Hamzat Ojediran          |
| 7  | Drapeau de l'Albanie        | M     | Redon Mihana             |
| 8  | Drapeau de l'Albanie        | M     | Erald Hyseni             |
| 9  | Drapeau du Monténégro       | A     | Ilir Camaj               |
| 10 | Drapeau du Brésil           | M     | Jackson                  |
| 11 | Drapeau du Brésil           | M     | Fernando Medeiros        |
| 12 | Drapeau de l'Albanie        | G     | Bruno Puja               |
| 13 | Drapeau de l'Albanie        | D     | Renato Malota (captaine) |
| 14 | Drapeau de la Côte d'Ivoire | A     | Henri Joel Doukouo       |
| 15 | Drapeau du Ghana            | M     | Michael Agbekpornu       |
| 17 | Drapeau de l'Albanie        | M     | Arbin Zejnullai          |

| No. | Nat.                              | Position | Nom du joueur      |
| --- | --------------------------------- | -------- | ------------------ |
| 18  | Drapeau de l'Albanie              | M        | Donald Mëllugja    |
| 19  | Drapeau du Brésil                 | A        | Pedro              |
| 20  | Drapeau de l'Albanie              | M        | Skerdilajd Levendi |
| 22  | Drapeau de l'Albanie              | M        | Geri Selita        |
| 23  | Drapeau de l'Albanie              | M        | Flavio Meçja       |
| 28  | Drapeau de la république du Congo | A        | Dzon Delarge       |
| 29  | Drapeau de l'Albanie              | M        | Emiljano Musta     |
| 34  | Drapeau de l'Albanie              | D        | Jurgen Goxha       |
| 36  | Drapeau du Nigeria                | D        | Sodiq Atanda       |
| 44  | Drapeau de l'Albanie              | D        | Abdurraman Fangaj  |
| 77  | Drapeau de l'Albanie              | M        | Bledar Lila        |
| 98  | Drapeau de l'Albanie              | G        | Sadik Basha        |
| 99  | Drapeau du Brésil                 | A        | Bambam             |